# ハルーン・オスマン
ハルーン・オスマン（Harun Osmanoğlu、1932年1月22日 - ）は、シリア・ダマスカス生まれのオスマン家の第46代当主で、帝政廃止後の当主としては11代目にあたる。アブデュルハミト2世の曾孫にあたる。ファリゼット夫人との間に2男（オルハン、アブデュルハミト・カイハーン）および1女（ヌルハン）がいる。

## 生涯
父メフメト・アブドゥルケリム・エフェンディは、アブデュルハミト2世の長男メフメト・セリム・エフェンディの一人息子であった。1924年、オスマン家がトルコから追放された際にはメフメト・セリム・エフェンディは息子らを連れてベイルートに移った。メフメト・アブドゥルケリム・エフェンディはダマスカスで結婚し、1930年にデュンダル・アリ、1932年にハルーンを儲けたのち1935年に29歳の若さで亡くなった。1937年には祖父メフメト・セリム・エフェンディも亡くなった。1974年にオスマン家追放法が廃止されるとトルコに戻り、イスタンブールに居を構えた。2021年に第45代当主の兄デュンダル・アリが亡くなったことでオスマン家当主となった。